# God Is an Astronaut
God Is an Astronaut är ett instrumentalt post-rockband som bildades 2002 i Glen of the Downs, Irland. 
Bandet består av bröderna Torsten Kinsella och Niels Kinsella samt Michael Fenton och Jamie Dean. År 2010 beslöt sig bandets dåvarande trummis, Lloyd Hanney för att lämna bandet.
Sedan dess har Michael Fenton stått för trummorna, och 2011 fick de en ny bandmedlem, Jamie Dean. Nu när bandet har en separat medlem som tar hand om keyboard och synt, låter det Torsten att fokusera mer på gitarren. Detta möjliggjorde även för bandet att spela mer keyboard-inriktade sånger på sina turnéer.
Alla av bandets live-framträdanden innehåller hemgjorda videor till deras respektive låtar samt omfattande ljusarrangemang. Enligt bandet själva är detta för att skapa en "full audio-visual show". De gjorde sin första USA-turné 2008. På samma dag som de skulle resa hem stals utrustning från deras bil värda $20 000. Inget var försäkrat och inte nog med det så hade turnén redan kostat bandet $20 000. Bandet fortsatte dock trots detta bakslag.
Tack vare gruppens eget skivbolag, Revive Records, har bandet kunnat gå i den riktning de vill och inte styras av mellanhänder.

## Bandmedlemmar
Nuvarande medlemmar
- Torsten Kinsella – gitarr, keyboard, sång (2002–)
- Niels Kinsella – basgitarr, gitarr (2002–)
- Lloyd Hanney – trummor (2003–)
- Gazz Carr – keyboard, synthesizer, gitarr (2012–2013, 2019–)

Turnerande medlemmar
- Robert Murphy – keyboard, synthesizer, gitarr (2017–)

Tidigare medlemmar
- Jamie Dean – keyboard, synthesizer (2010–2017)
- Michael Fenton – trummor, synthesisizer (2011)

## Diskografi

### Album
- The End of the Beginning (2002)
- All Is Violent, All Is Bright (2005)
- Far from Refuge (2007)
- God Is an Astronaut (2008)
- Age of the Fifth Sun (2010)
- Origins (2013)
- Helios / Erebus (2015)
- Epitaph (2018)
- Ghost Tapes #10 (2021)

### EP
- A Moment of Stillness (2006)

### Singlar
- "The End of the Beginning" (2003)
- "From Dust to the Beyond" (2003)
- "Point Pleasant" (2003)
- "Coda" (2004)
- "Fragile" (2004)
- "Fire Flies and Empty Skies" (2005)
- "Beyond the Dying Light" (2006)
- "Tempus Horizon" (2006)
- "No Return" (2007)
- "Shining Through" (2009) (endast genom digital download)
- "In The Distance Fading" (2010)